# Dolný Hričov
Dolný Hričov (maďarsky Alsóricsó, do roku 1907 Alsóhricsó) je obec v okrese Žilina na Slovensku. V roce 2013 zde žilo 1 555 obyvatel. První písemná zmínka o obci pochází z roku 1208. V obci se nachází mezinárodní letiště Žilina.

## Poloha
Obec Dolný Hričov leží v Bytčanské kotlině na terasovitých náplavech Váhu. Do jejího katastrálního území zasahuje chráněná přírodní rezervace Súľovské skály.

## Dějiny
První listinné doložení území Hričova je z roku 1208. Další vývoj obce úzce souvisí s historií Hričovského hradu, který byl postaven v letech 1235 – 1241. Jeho prvním majitelem byla církev. Později přecházel střídavě z rukou krále do rukou šlechty, stalo se z něj i loupežné hnízdo. Posledním majitelem hradu byl Jozef Antol Esterházy, který byl i majitelem panství Bytča. Začátkem 18. století hrad vyhořel, ztratil svou obrannou funkci a pustl. V současné době je z něj jen zřícenina, kde jsou zachovány nezvratné důkazy o jeho minulosti, které stále přitahují turisty. V okolí hradu se nachází množství jeskyní.
Nejstarší zachovalou budovou v obci je římskokatolický kostel z přelomu 13. – 14. století, kteří spolu s farou dali postavit první majitelé hradu. Nese znaky románského a gotického slohu. Největší památkou v kostele je gotická klenba nad hlavním vchodem, která se zachovala v původním stavu. V roce 1820 se porušila renesanční podoba kostela stavbou boční lodě do kříže. Vnitřní malby na stěnách byly v 2. polovině 20. století obnoveny akademickým malířem Vincentem Hložníkem. V okolí se v minulosti pohřbívalo, pod kostelem se nachází krypta, ve které jsou pohřbeni hradní páni. Ve vnějších zdech jsou v částech nad zemí dvojkruhy přeťaté křížem se jmény pohřbených. Kostel je zasvěcený svatému Michalovi.
Druhou nejstarší budovou v obci je kaštel – celnice z roku 1556. Měl obranné postavení, jedno patro a pod ním se nacházel průchod, kde se vybíralo mýtné. V baště sídlil celník spolu s ozbrojenou stráží. Průchod budovou byl zrušen začátkem 19. století. Historická podoba zámečku je zobrazena na malbě Pavla Miduly, která se nachází na stěně v obecní knihovně. Budova je národní kulturní památkou, jsou v ní zachovány gotické klenby v přízemní části. V současné době slouží pro kulturní účely.